# Sabrin Sburlea
Sabrin Sburlea (* 12. Mai 1989 in Sânnicolau Mare, Kreis Timiș) ist ein rumänischer ehemaliger Fußballspieler. 

## Karriere
Sburlea begann seine Karriere beim FC Brașov in der Liga II, wo er im Jahr 2006 im Alter von 17 Jahren in den Kader der ersten Mannschaft kam. In der Saison 2007/08 gelang ihm dort der Durchbruch, als er 16 Tore dazu beisteuerte, dass seinem Verein der Aufstieg in die Liga 1 gelang. Dort zeigte er sich zwar nicht mehr so treffsicher wie zuvor, dennoch gelang ihm zweimal der Klassenerhalt.
Im Sommer 2010 verließ er den Klub nach vier Jahren und wechselte zum Ligakonkurrenten Rapid Bukarest, wo er zwar regelmäßig eingesetzt wurde, aber erst am 16. Spieltag zu seinem ersten Treffer kam. In der Rückrunde verlor er seinen Stammplatz, qualifizierte sich mit dem Verein am Saisonende aber für die Europa League. Diesen Erfolg konnte die Mannschaft ein Jahr später wiederholen. Gleichzeitig zog er ins Pokalfinale 2012 ein, unterlag dort aber Dinamo Bukarest mit 0:1. Anschließend schloss er sich dem amtierenden Vizemeister FC Vaslui an. Von Anfang 2014 bis Januar 2015 war er ohne Verein, ehe ihn der deutsche Drittligist Hansa Rostock unter Vertrag nahm. Im Sommer 2015 war er erneut vereinslos, ehe er im November 2015 bei der SSVg Velbert anheuerte. In der Saison 2016/17 spielte er für den rumänischen Zweitligisten FC Brașov. Von 2017 bis 2023 war er beim TSV Berg in der Verbandsliga Württemberg aktiv.

## Nationalmannschaft
Am 8. Februar 2011 bestritt Sburlea gegen die Ukraine im Rahmen eines Turniers auf Zypern sein einziges Länderspiel.

## Erfolge
- Aufstieg in die Liga 1: 2008